# Park stanowy Matthiessen

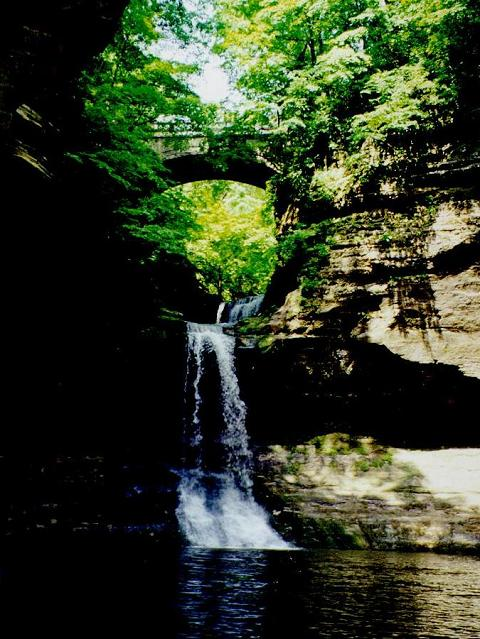

Park stanowy Matthiessen (ang. Matthiessen State Park) to park stanowy w hrabstwie LaSalle w amerykańskim stanie Illinois. Mimo że początki parku sięgają końca XIX wieku, w obecnej formie i pod obecną nazwą park otwarto w 1943 roku. Park zajmuje powierzchnię 1 938 akrów (7,84 km²).
Park posiada dwa odrębne, choć połączone ze sobą, obszary. Na północy znajduje się Dells Area, której główną atrakcją są interesujące formy geologiczne, kaniony oraz tzw. "studnie" (ang. dells) utworzone w procesach erozji w miejscowym piaskowcu. Znajduje się tu również strzelnica dla łuczników oraz kemping dla osób uprawiających na terenie parku jazdę konną. W południowej części parku o nazwie Vermilion River Area Znajduje się obszar, na którym można puszczać zdalnie sterowane samoloty. W obu częściach wytyczono sieć znakowanych pieszych szlaków turystycznych o łącznej długości ponad 8 km. Istnieje również szlak łączący obie części o długości około 1,6 km. W sezonie po wykupieniu stosownych zezwoleń w parku dozwolone jest polowanie na jelenie.